# Korana zula
Korana zula är en insektsart som beskrevs av Davies och Geertsema 1998. Korana zula ingår i släktet Korana och familjen dvärgstritar. Inga underarter finns listade i Catalogue of Life.